# Pierre Fauchard

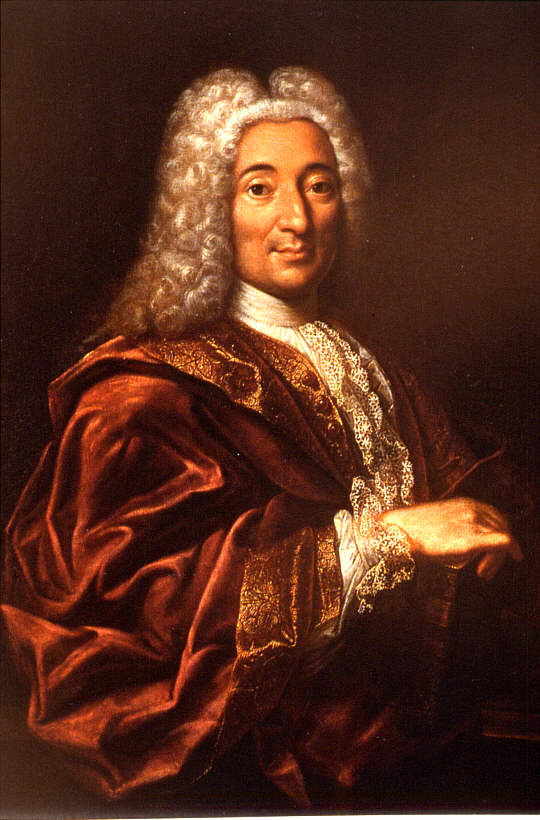
Pierre Fauchard, Porträt des Malers J. Le. Bel.

Pierre Fauchard (* 2. Januar 1678 in Saint-Denis-de-Gastines; † 21. März 1761 in Paris) war ein bedeutender französischer Zahnarzt. Er schuf 1728 die Zahnheilkunde als Sonderfach, gilt als erste Person, welche die Zahnheilkunde auf eine wissenschaftliche Basis stellte, und als der erste Zahnarzt im modernen Sinne. Er begann zu einem Zeitpunkt (im Zeitalter der Aufklärung) zu praktizieren, als Zähne noch überwiegend von Barbieren gezogen wurden.
Fauchards zweibändiges Lehrbuch Le chirurgien dentiste aus dem Jahre 1728 ist nicht nur ein Schlüsselwerk der Zahnheilkunde und gilt als erste vollständige Abhandlung über diesen Teilbereich der Medizin. Fauchard führte damit auch die Bezeichnung dentiste in den Sprachgebrauch ein, welche unter anderem im Französischen und im Englischen zur Bezeichnung von Zahnärzten wurde.

## Leben
Pierre Fauchard war der Sohn von Gilles Fauchard († 1710), einem Weber, und Mathurine Germain († 1681). Im Jahre 1693 trat er im Alter von 15 Jahren in die königliche französische Marine ein. Dort prägte ihn Alexandre Poteleret, ein Stabsarzt, Chirurgien Major des Vaisseaux du Roi, der seinerseits viel Zeit mit dem Studium der Erkrankungen der Zähne und des Mundes verbracht hatte. Zahnerkrankungen waren für Seeleute eine besonders häufige Erkrankung, da Skorbuterkrankungen Folgewirkungen für Gaumen und Zahnbestand hatten.

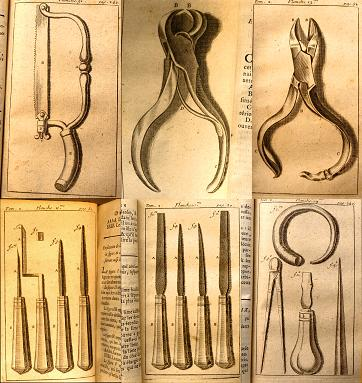
Von Fauchard erfundene Instrumente.

Im Jahre 1699 heiratete Fauchard die Witwe des Chirurgen Jan David die Marie Anne Le Febvre (* 9. Mai 1662; † 20. März 1729) in der Kathedrale Notre-Dame de Paris, sie hatten eine Tochter. Seine Zahnarztpraxis in Paris gründete Fauchard im Jahre 1719.  Einer seiner größten Konkurrenten war der Barbier Jean Thomas, der sogenannte Le Grand Thomas, der auf der Pont Neuf mit großem schauspielerischen Talent auch Zähne zog. Colin Jones weist in seiner „Geschichte des Lächelns“ darauf hin, dass beide Personen sich in ihrer Ausbildung vermutlich nicht wesentlich unterschieden. Während Le Grand Thomas noch in der Tradition des mittelalterlichen und früh-neuzeitlichen Barbiers stand, gehörte Fauchard zu den Chirurgen, die sich von Allgemeinärzten abzugrenzen suchten und Wert auf eine wissenschaftliche Fundierung ihrer Arbeit legten. Eine Approbation als Chirurg ist für Fauchard allerdings nicht nachgewiesen. Fauchard stand Barbieren besonders ablehnend gegenüber: Nach seiner Ansicht führte ihr Verhalten dazu, dass alle, die in der Zahnheilkunde tätig waren, von der Öffentlichkeit als ignorant, betrügerisch und bar jeglichen Wissens über die Zahnheilkunde wahrgenommen wurden. Um sich besser von diesen aus seiner Ansicht nach unmoralischen und skrupellosen Zahnreißern (Dentateurs) abzugrenzen, kreierte er sogar ein neues Wort: Während er die Barbiere als charlatans (deutsch: Scharlatane) bezeichnete, nannte er erfahrene und sorgfältig vorgehende Zahnheilkundler Chirurgiens-dentists (dt. Zahnchirurgen), abgeleitet von lat. dens „Zahn“. Die Bezeichnung Dentist ist im deutschen Sprachgebrauch mittlerweile ungebräuchlich: Es war eine in Deutschland bis 1952 neben den Zahnärzten existierende Berufsbezeichnung für Zahnheilkundige ohne akademische Ausbildung. Dagegen ist „dentiste“ im Französischen beziehungsweise „dentist“ im Englischen die für den Zahnarzt mit akademischer Ausbildung übliche Bezeichnung.
Fauchard grenzte sich nicht nur durch seine Berufsbezeichnung von den Barbieren ab: Während le Grand Thomas auf der Pont Neuf öffentlich und zur Volksbelustigung Zähne zog, pflegte Fauchard Umgang mit den herausragenden Ärzten. Die französischen Mediziner François Gigot de la Peyronie und Denis Dodart konsultierten ihn genauso wie Mitglieder der Pariser medizinischen Fakultät. Dodart, einem der beratenden Ärzte von König Ludwig XIV., war sogar Fauchards zweibändiges Lehrbuch gewidmet. Nach dem Tod seiner ersten Ehefrau heiratete Fauchard im Jahre 1729 Elisabeth Guillemette Chemin (1712–1739), die Tochter eines berühmten Schauspielers der Comédie-Française, in der Kirche Saint-Sulpice in Paris. 1734 war Fauchard bereits in der Lage, einen Landsitz in der Nähe von Orsay, südsüdwestlich von Paris, zu erwerben. Der Landsitz, der einst dem französischen König Franz I. und seiner Geliebten als Liebesnest diente, kostete den Pariser Zahnarzt fast 100.000 Livres. 1740 nannte ihn Edmond Barbier, der Chronist des Pariser Lebens in der ersten Hälfte des 18. Jahrhunderts, als die erste Adresse in Paris für alle, die an Zahnkrankheiten litten, und hielt auch fest, dass Fauchard zahlreiche Freunde in Adelskreisen hatte.
Fauchard starb 1763 im Alter von 83 Jahren als ein ausgesprochen wohlhabender Mann.

## Veröffentlichungen

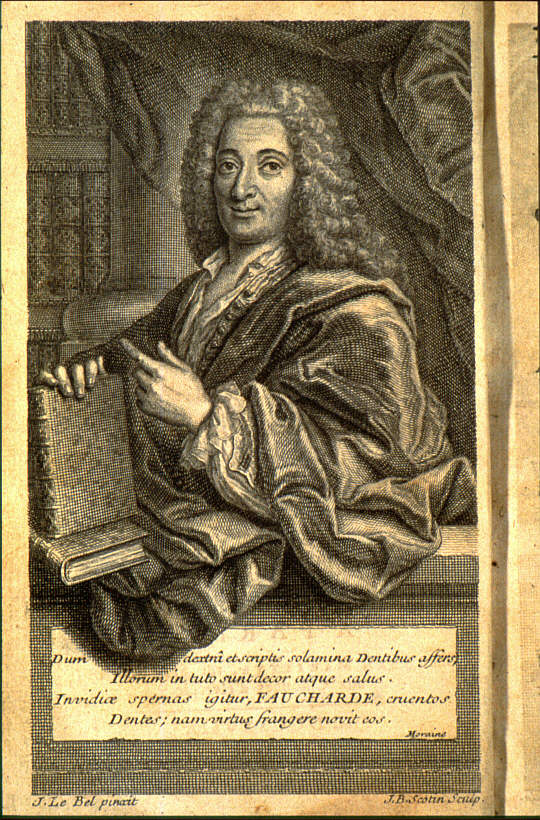
Pierre Fauchard

Fauchards zweibändiges Lehrbuch Le chirurgien dentiste von 1728 ist die erste wissenschaftlich vollständige Bearbeitung der Zahnheilkunde überhaupt. Darin beschreibt Fauchard auch Versuche, mit Metalloxiden gefärbtes Email auf Gold- oder Kupferplatten zur Anfertigung von Zahnprothesen aufzubrennen. In der zweiten französischen Auflage von 1746 befindet sich sogar eine Erstbeschreibung der Parodontitis marginalis (Alveolarpyorrhoe). Eine dritte Auflage erschien in Frankreich im Jahre 1786. Fauchard entfernte Karies mit Feilen und seltener mit einem Fiedelbohrer. Die Kavitäten füllte er mit Blei und Zinn, die mit speziellen Instrumenten verdichtet wurden.
Fauchards Selbstverständnis drückt sich auch in dem Porträt aus, das er in sein Lehrbuch aufnehmen ließ. Seine rechte Hand ruht auf zwei Bänden, die vermutlich sein eigenes Werk sind. Mit der linken weist er auf eine Sammlung von Büchern, die – so argumentiert Colin Jones in seiner Geschichte des Lächelns – dem Leser des Lehrbuches wohl suggerieren sollen, dass sich all das bereits vorhandene Wissen in Fauchards Lehrbuch wiederfindet.
Die erste deutsche Übersetzung von Fauchards Lehrbuch erschien 1733 in Berlin.

## Ehrungen
Nach Pierre Fauchard ist die Pierre Fauchard Academy benannt, die die Pierre Fauchard Hall of Fame of Dentistry (Ruhmeshalle) unterhält.

## Schriften
- Le Chirurgien dentiste, ou Traité des dents. 2 Bände (Paris 1728)
  - Deutsche Übersetzung: Des Herrn Pierre Fauchard frantzösischer Zahn-Artzt oder Tractat von den Zähnen. 2 Teile, Berlin 1733; Nachdruck Heidelberg 1984.